# المنتدى الاقتصادي الشرقي

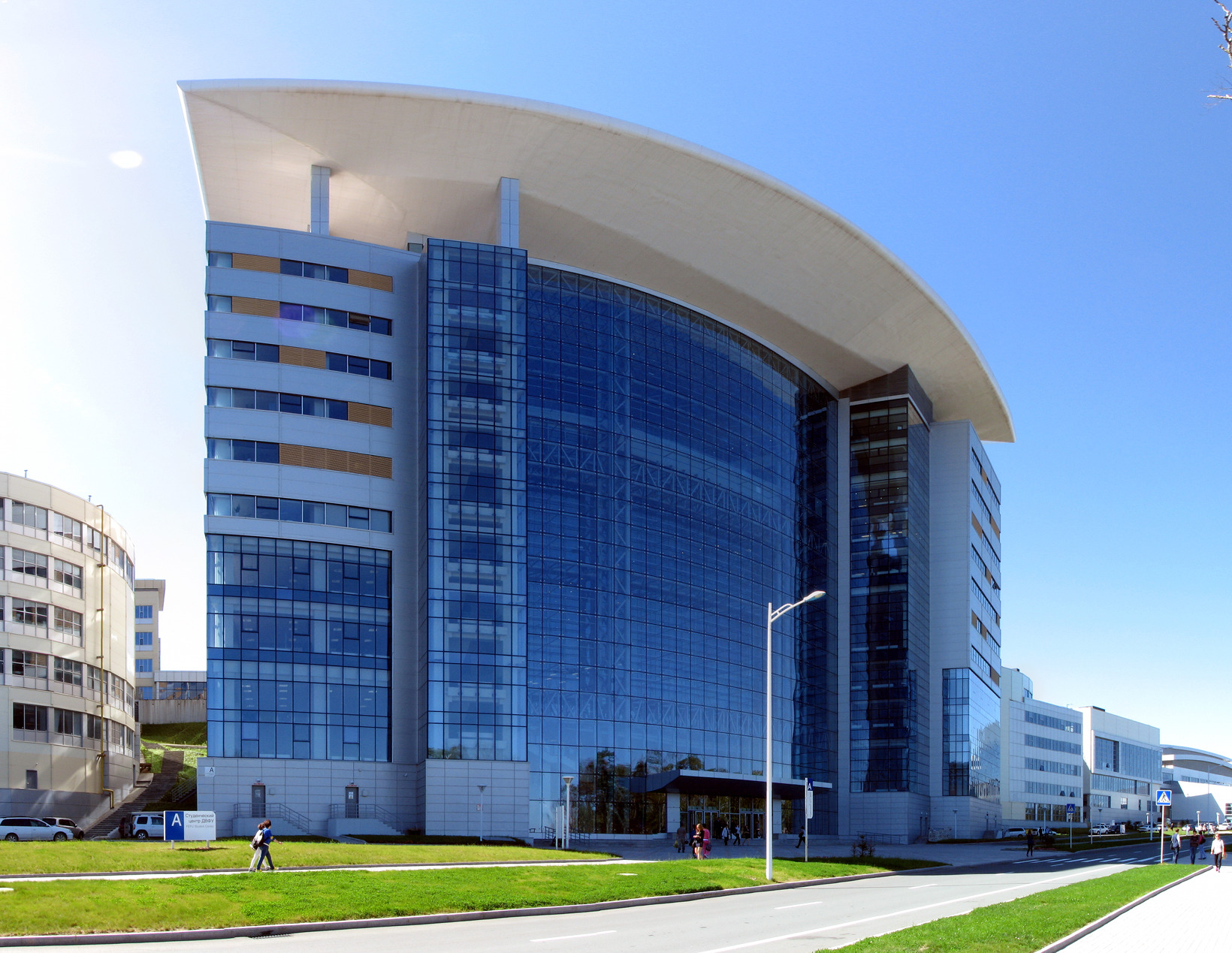
A Far Eastern Federal University building that was used as the press center of the 2012 APEC meeting

المنتدى الاقتصادي الشرقي في روسيا فلاديفوستوك Eastern Economic Forum ((بالروسية: Восточный экономический форум)‏ or ВЭФ) هة منتدى عاملي سنوي بدأ عام 2015 ويقام في مدينة فلاديفوستوك في روسيا بهدفتشجيع الاستثمار الاخارجي والاجنبي في الشرق الأقصى الروسي. ويعد منصة اقليمية لمناقشة القضايا الرئيسية المتعلقة بالاقتصاد العالمى، والتكامل الإقليمي، وتطوير الصناعات والتقنيات الجديدة، بالإضافة إلى التحديات العالمية التي تواجه روسيا وبلدان العالم الأخرى. وايضا يعد فرصة للحوار المباشر بين الساسة ومديري الأعمال التنفيذيين والخبراء من أجل تنمية الشرق الأقصى والتعاون الإقليمي.

## التأسيس
المنتدى الاقتصادي الشرقي هو منتدى دولي يعقد كل عام منذ عام 2015 في شهر سبتمبر، بموجب مرسوم من الرئيس الروسي فلاديمير بوتين في 19 مايو 2015،  في جامعة فار إيسترن الفيدرالية في فلاديفوستوك، روسيا، بغرض تشجيع الاستثمار الأجنبي في الشرق الأقصى الروسي. حضر الرئيس الروسي ورئيس الوزراء الياباني هذا المنتدى منذ بدايته.
المنتدى الاقتصادي للشرق الأقصى برعاية اللجنة المنظمة التي عينتها روسكونجريس، وهي جمعية تابعة للحكومة الروسية، والتي ترعى أيضاً منتديات دولية أخرى، مثل . منتدى بطرسبورغ الاقتصادي الدولي.

## الدورات
- 2015
- 2016: 2-3 سبتمبر
- 2017
- 2018 من 11 إلى 13 سبتمبر.

## References
1. ↑  19 دولة بينها الولايات المتحدة وبريطانيا تشارك في المنتدى الاقتصادي الشرقي سبوتنك 1/8/2018 نسخة محفوظة 11 سبتمبر 2018 على موقع واي باك مشين.
2. ↑  Venue of the Eastern Economic Forum [وصلة مكسورة] نسخة محفوظة 07 سبتمبر 2017 على موقع واي باك مشين.
3. ↑  Japanese Premier Abe and Foreign Affairs minister Kono are attendin Far East Economic Forum (September 6-7, 2017) (Japanese Ministry of Foreign Affairs) in Japanese نسخة محفوظة 30 يوليو 2018 على موقع واي باك مشين.
4. ↑  Far East Economic Forum Begins Today in Vladivostok (NHK) in Japanese [وصلة مكسورة] نسخة محفوظة 06 سبتمبر 2017 على موقع واي باك مشين.

## روابط خارجية
- الموقع الرسمي
- موقع مؤسسة روسكونجريس